# Pardosa lapponica
Pardosa lapponica is een spinnensoort uit de familie wolfspinnen Lycosidae. De soort komt voor in het Holarctisch gebied. 